# Municipio de Guamacaro
Municipio de Guamacaro är en kommun i Kuba.   Den ligger i provinsen Matanzas, i den nordvästra delen av landet, 100 km öster om huvudstaden Havanna.